# Ᵽ
Ᵽ (gemenform: ᵽ) är den latinska bokstaven P med ett streck igenom. Ᵽ används ibland i fonetiska noteringar för ljudet [ɸ] (tonlös bilabial frikativa). 1987 började ᵽ brukas i tanimuca-retuarã-språket.